# Marian Baranowski
Marian Stanisław Baranowski (ur. 7 maja 1912 w Naramicach, pow. wieluński, zm. wiosną 1940 w Katyniu) – polski nauczyciel,  podporucznik rezerwy piechoty Wojska Polskiego, harcmistrz Związku Harcerstwa Polskiego, ofiara zbrodni katyńskiej.

## Życiorys
Urodził się w rodzinie Józefa i Marianny z Polowych. Absolwent seminarium nauczycielskiego w Lesznie. Ukończył dywizyjny kurs podchorążych rezerwy w 27 pułku piechoty. Na stopień podporucznika został mianowany ze starszeństwem z 1 stycznia 1936 i 1758. lokatą w korpusie oficerów rezerwy piechoty.
W okresie międzywojennym pracował jako nauczyciel. Był harcmistrzem Związku Harcerstwa Polskiego. Mieszkał w Ożegowie, gmina Siemkowice, pow. wieluński.

W czasie kampanii wrześniowej 1939, po agresji ZSRR na Polskę, w nieznanych okolicznościach dostał się do niewoli sowieckiej. Przebywał w obozie jenieckim w Kozielsku. Wiosną 1940 został zamordowany przez funkcjonariuszy NKWD w  lesie katyńskim i tam pogrzebany w bezimiennej mogile zbiorowej, gdzie od 28 lipca 2000 mieści się oficjalnie Polski Cmentarz Wojenny w Katyniu. Figuruje na liście wywózkowej 029/4 z 1940.
5 października 2007 roku minister obrony narodowej Aleksander Szczygło mianował go pośmiertnie na stopień porucznika. Awans został ogłoszony 9 listopada 2007 roku w Warszawie, w trakcie uroczystości „Katyń Pamiętamy – Uczcijmy Pamięć Bohaterów”.